# 特里维利亚诺
特里维利亚诺（義大利語：Trivigliano），是意大利弗罗西诺内省的一个市镇。总面积12.71平方公里，人口1719人，人口密度135.2人/平方公里（2009年）。ISTAT代码为060081。